# Памятный знак в честь партизан Барановичского соединения
Памятный знак в честь партизан Барановичского соединения (бел. Памятны знак у гонар партызан Баранавіцкага злучэння) — памятник в городе Барановичи Брестской области Белоруссии. 3 сентября 2008 года Постановлением Совета Министров Республики Беларусь объекту присвоен статус историко-культурной ценности регионального значения.

## История
3 апреля 1943 года решением Барановичского подпольного обкома партии было создано Барановичское областное партизанское соединение, командиром которого стал Герой Советского Союза Василий Чернышёв. Партизанское соединение состояло из четырёх территориальных межрайонных соединений: Ивенецкого (командир Сидорок Г.А.), Щучинского (командир Шупеня С.П.), Лидского (командир Гапеев Е.Д.), Столбцовского (командир Царюк В.З.). В связи с тем, что командовать напрямую из областного центра партизанскими отрядами, размещёнными южнее железной дороги Минск ‒ Брест, было затруднительно, в октябре 1943 года было образовано отдельное соединение — партизанское соединение южной зоны Барановичской области (командир Баранов Ф.А.). Вначале соединение объединяло более 3,5 тыс. партизан, но к моменту освобождения Барановичской области от немецко-фашистской оккупации в состав соединения входили 26 бригад, 11 отдельных отрядов общей численностью 22 тыс. партизан.
8 апреля 2003 года в сквере на углу улиц Чкалова и Дзержинского был открыт памятный знак в честь земляков-партизан, которые приближали победу в условиях фашистской оккупации.

## Описание
К 60-летию со дня образования соединения в сквере был открыт памятник. На невысоком полукруглом бруствере, который окаймляет условную землянку, по периметру помещено 10 досок из силумина, на которых перечислены партизанские бригады и специальные отряды, указаны фамилии командиров зон и количество партизан, сражавшихся в них, помещена информация о деятельности Барановичского партизанского соединения.